# Jaderná elektrárna Arkansas Nuclear One
Jaderná elektrárna Arkansas Nuclear One (anglicky Arkansas Nuclear One Nuclear Power Plant) je provozní jadernou elektrárnou ve Spojených státech. Leží u jezera Russellville ve státě Arkansas. Elektrárna je vlastněna a provozována společností Entergy Nuclear a jedná se o jedinou jadernou elektrárnu ve státě Arkansasu. Oba reaktory používají ke chlazení umělé jezírko a jednu chladicí věž.

## Historie a technické informace

### Blok 1
První ze dvou bloků začal být budován 10. října 1968. Jedná se o reaktor s tlakovodní koncepcí o dvou smyčkách primárního okruhu. Jeho hrubý výkon činí 903 MW a čistý výkon, který putuje do sítě po odečtení vlastních potřeb bloku je 836 MW. Do sítě byl připojen 17. srpna 1974 a do komerčního provozu přešel 19. prosince 1974. Reaktor dodala a vybudovala společnost Babcock & Wilcox.

### Blok 2
Druhý blok započal výstavbu 6. prosince 1968. Jedná se také o tlakovodní reaktor se dvěma smyčkami v primárním okruhu, z čehož vyplývá, že má dva parogenerátory. Jeho hrubý výkon činí 1065 MW a čistý výkon odesílaný do sítě je 988 MW. Reaktor dodala a vybudovala společnost Cumbustion Engineering.
Dne 9. prosince 2013 byl druhý blok odstaven z důvodu požáru transformátoru v rozváděči areálu. Požár se obešel bez zranění a ohrožení bezpečnosti personálu a obyvatelstva.

### Okolní obyvatelstvo
NRC definuje dvě zóny havarijního plánování kolem jaderných elektráren. První o poloměru 16 kilometrů, která se týká především vystavení radioaktivní kontaminace vzduchu a poté druhou o poloměru 80 kilometrů, jež se zabývá kontaminací potravin a vody.
Podle studie NRC zveřejněné v srpnu 2010 byl odhad každoroční riziko zemětřesení dostatečně silného na to, aby způsobilo poškození aktivní zóny reaktoru v Arkansas Nuclear One 1 ku 243 902.

## Informace o reaktorech
| Reaktor                | Typ reaktoru      | Výkon  | Výkon   | Zahájení výstavby | Připojení k síti | Uvedení do provozu | Uzavření |
| Reaktor                | Typ reaktoru      | Čistý  | Hrubý   | Zahájení výstavby | Připojení k síti | Uvedení do provozu | Uzavření |
| ---------------------- | ----------------- | ------ | ------- | ----------------- | ---------------- | ------------------ | -------- |
| Arkansas Nuclear One-1 | B&W-177           | 836 MW | 903 MW  | 1. 10. 1968       | 17. 8. 1974      | 19. 12. 1974       |          |
| Arkansas Nuclear One-2 | CE - dvousmyčkový | 988 MW | 1065 MW | 6. 12. 1968       | 26. 12. 1978     | 26. 3. 1980        |          |